# Gran Cometa de 1882

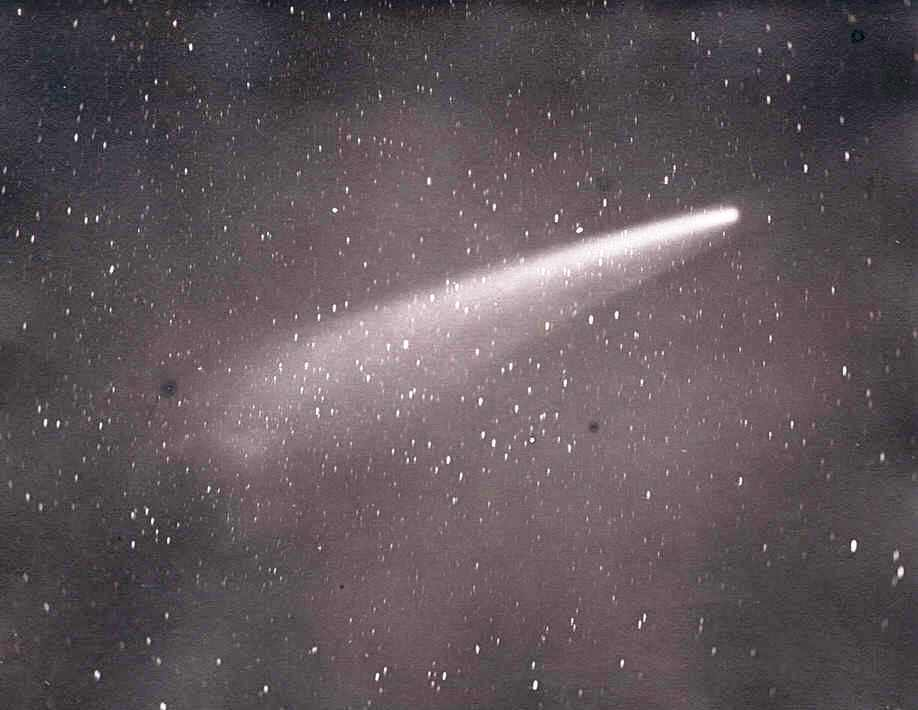
Gran Cometa de 1882

El Gran Cometa de 1882 (C/1882 R1) fue un cometa que se pudo observar por su gran brillo en septiembre de 1882. Forma parte de los Kreutz Sungrazers, una familia de cometas que pasan muy cerca de la superficie del sol durante el perihelio. El brillo del cometa fue tal que, en su perihelio, podía ser observado junto al sol incluso durante el día.

## Descubrimiento
El cometa apareció súbitamente en los cielos matinales en septiembre de 1882, y como ya podía ser observado a simple vista (magnitud 5) cuando hizo su aparición, puede decirse que fue descubierto en forma independiente por varias personas. Algunos documentos indican que pudo haberse visto el 1 de septiembre de 1882, tanto desde el Cabo de Buena Esperanza como desde el Golfo de Guinea. 
En el hemisferio sur fue observado por primera vez por el astrónomo estadounidense radicado en Argentina Benjamin Gould el 5 de septiembre de 1882 , luego de ser alertado por un empleado del ferrocarril que lo había divisado días antes (según explica Gould en una carta a Sarmiento fechada el 6 de octubre de ese año). Lo describió con cola y tan brillante como Venus. Posteriormente, lo observó Louis Ferdinand Cruls del Observatorio Imperial de Río de Janeiro, Brasil.
En 1903, W. T. Lynn hace un resumen de las observaciones realizadas, señalando que si bien las observaciones de Río de Janeiro llegan primero a Europa, las de Córdoba son anteriores. Estima que la observación registrada más temprana fue realizada en Auckland, Nueva Zelanda, el 3 de septiembre de 1882.
Otras referencias indican como el primer astrónomo en observar el cometa a W. H. Finlay, el asistente principal en el Royal Observatory de Ciudad del Cabo, en Sudáfrica. La observación realizada por Finlay el día 7 de septiembre también fue un descubrimiento independiente, reportando el astrónomo en ese entonces que el cometa tenía una magnitud aparente de 3, y una cola de cerca de un grado de longitud.
El cometa intensificó su brillo rápidamente, y a los pocos días se había transformado en un objeto excepcionalmente resplandeciente. El Astrónomo Real en Ciudad del Cabo, David Gill, reportó su observación del cometa el 18 de septiembre, minutos antes del amanecer, afirmando: "Es un objeto indefinido de gloria dorada... de una belleza tal que no lo puedo describir".

## Perihelio
En el momento de su descubrimiento, el cometa se estaba acercando rápidamente hacia el perihelio, y estudios orbitales posteriores revelaron que pasaría extremadamente cerca de la superficie del Sol. Durante varias horas antes y después del perihelio, el cometa se pudo observar a plena luz del día.
El perihelio se alcanzó el 17 de septiembre, tras lo cual el cometa realizó su tránsito cercano al sol. En Ciudad del Cabo, W. H. Finlay observó el fenómeno con un filtro de densidad neutra hasta el momento del tránsito, cuando dejó de ser visible repentinamente y ningún rastro del mismo se pudo ver contra la superficie solar.

## Evolución post perihelio
Tras el paso por el perihelio, y a pesar de disminuir el brillo de su intensidad, el cometa siguió siendo uno de los objetos más prominentes en el cielo. Hacia fines de septiembre varios observadores, entre los que se encontraba Edward Emerson Barnard, comenzaron a notar que el núcleo del cometa se estaba elongando. En los primeros días de octubre, ya era claro que el mismo se había fragmentado en no menos de seis partes, cuyos brillos relativos variaban día a día.
A mediados del mes de octubre, el cometa desarrolló una notable anti cola, en dirección al sol. Las anti colas son un fenómeno común entre los cometas, y son el resultado de una geometría orbital que da una apariencia de cola apuntando hacia el sol, a pesar de que el material solo puede alejarse del mismo.
El brillo del cometa fue disminuyendo gradualmente, pero a pesar de su fragmentación permaneció visible al ojo desnudo hasta febrero de 1883. El último avistamiento se realizó el 1 de junio de 1883.

## Estudios orbitales
Estudios realizados sobre la órbita del Gran Cometa de 1882 demostraron que el mismo estaba siguiendo una trayectoria casi idéntica a la de otros grandes cometas, tales como los observados en 1843 y 1880. Estos cometas también había aparecido repentinamente en el cielo matinal, y había pasado muy cerca del sol en su perihelio. Se llegó a sugerir incluso que todas estas observaciones podría corresponder a un mismo cometa, con un período orbital que se estaba reduciendo drásticamente con cada paso por el perihelio. No obstante, estos estudios demostraron estar poco sustentados, puesto que los períodos orbitales en todos los casos estaban entre los 600 y los 800 años.
Heinrich Kreutz estudió las órbitas de estos tres grandes cometas, y desarrolló una teoría según la cual los tres eran fragmentos provenientes de un cometa progenitor de tamaño mucho mayor. La fragmentación del Gran Cometa de 1882 demostró que esto podía ser posible.
La evidencia disponible en la actualidad sostiene que los grandes cometas de 1843, 1880, 1882 y muchos otros de los Kreutz Sungrazers se originaron a partir de un único cometa, posiblemente observado por Aristóteles en 371 a. C. Los fragmentos del Gran Cometa de 1882 volverán en unos cientos de años, separados entre ellos posiblemente por dos o tres siglos.